# Wereldbeker schansspringen 2012/2013
De wereldbeker schansspringen 2012/2013 (officieel: FIS Ski Jumping World Cup presented by Viessmann) ging van start op 23 november 2012 in het Noorse Lillehammer en eindigde op 24 maart 2013 in het Sloveense Planica.
De Oostenrijker Gregor Schlierenzauer veroverde zowel de wereldbeker algemeen als de wereldbeker skivliegen, het Noorse team won het landenklassement. De Japanse Sara Takanashi werd winnares van het wereldbekerklassement voor vrouwen, het Amerikaanse vrouwenteam won het landenklassement.
Dit schansspringseizoen telde verschillende hoogtepunten, zo waren er de wereldkampioenschappen schansspringen en het Vierschansentoernooi. Ook de FIS Team Tour stond net als vorig seizoen op het programma. De schansspringer die op het einde van het seizoen de meeste punten had verzameld, won de algemene wereldbeker. De wedstrijden op de wereldkampioenschappen telden niet mee voor de algemene wereldbeker. 

## Mannen

### Kalender
| Datum                                                                                        | Plaats                          | Schans                          | Opmerking                       | Eerste                                                                      | Tweede                                                                             | Derde                                                                       |
| -------------------------------------------------------------------------------------------- | ------------------------------- | ------------------------------- | ------------------------------- | --------------------------------------------------------------------------- | ---------------------------------------------------------------------------------- | --------------------------------------------------------------------------- |
| 24/11/2012                                                                                   | Lillehammer                     | HS100                           |                                 | Severin Freund                                                              | Thomas Morgenstern                                                                 | Anders Bardal                                                               |
| 25/11/2012                                                                                   | Lillehammer                     | HS138                           |                                 | Gregor Schlierenzauer                                                       | Anders Fannemel                                                                    | Thomas Morgenstern                                                          |
| 30/11/2012                                                                                   | Kuusamo                         | HS142                           | Team                            | Duitsland Andreas Wellinger Michael Neumayer Richard Freitag Severin Freund | Oostenrijk Wolfgang Loitzl Manuel Fettner Gregor Schlierenzauer Thomas Morgenstern | Slovenië Robert Kranjec Jurij Tepeš Jaka Hvala Peter Prevc                  |
| 01/12/2012                                                                                   | Kuusamo                         | HS142                           |                                 | Severin Freund                                                              | Dmitri Vasiljev                                                                    | Simon Ammann                                                                |
| 08/12/2012                                                                                   | Sotsji                          | HS106                           |                                 | Gregor Schlierenzauer                                                       | Severin Freund                                                                     | Andreas Kofler                                                              |
| 09/12/2012                                                                                   | Sotsji                          | HS106                           |                                 | Andreas Kofler                                                              | Richard Freitag                                                                    | Andreas Wellinger                                                           |
| 15/12/2012                                                                                   | Engelberg                       | HS137                           |                                 | Andreas Kofler                                                              | Kamil Stoch                                                                        | Gregor Schlierenzauer                                                       |
| 16/12/2012                                                                                   | Engelberg                       | HS137                           |                                 | Gregor Schlierenzauer                                                       | Andreas Kofler Andreas Wellinger                                                   | niet uitgereikt                                                             |
| Vierschansentoernooi 2013                                                                    |                                 |                                 |                                 |                                                                             |                                                                                    |                                                                             |
| 30/12/2012                                                                                   | Oberstdorf                      | HS137                           | Avond                           | Anders Jacobsen                                                             | Gregor Schlierenzauer                                                              | Severin Freund                                                              |
| 01/01/2013                                                                                   | Garmisch-Partenkirchen          | HS140                           |                                 | Anders Jacobsen                                                             | Gregor Schlierenzauer                                                              | Anders Bardal                                                               |
| 04/01/2013                                                                                   | Innsbruck                       | HS130                           |                                 | Gregor Schlierenzauer                                                       | Kamil Stoch                                                                        | Anders Bardal                                                               |
| 06/01/2013                                                                                   | Bischofshofen                   | HS140                           | Avond                           | Gregor Schlierenzauer                                                       | Anders Jacobsen                                                                    | Stefan Kraft                                                                |
| Eindstand Vierschansentoernooi:                                                              | Eindstand Vierschansentoernooi: | Eindstand Vierschansentoernooi: | Eindstand Vierschansentoernooi: | Gregor Schlierenzauer                                                       | Anders Jacobsen                                                                    | Tom Hilde                                                                   |
| 09/01/2013                                                                                   | Wisła                           | HS134                           |                                 | Anders Bardal                                                               | Richard Freitag                                                                    | Rune Velta                                                                  |
| 11/01/2013                                                                                   | Zakopane                        | HS134                           | Team                            | Slovenië Jurij Tepeš Robert Kranjec Jaka Hvala Peter Prevc                  | Polen Piotr Żyła Maciej Kot Krzysztof Miętus Kamil Stoch                           | Oostenrijk Wolfgang Loitzl Andreas Kofler Thomas Morgenstern Stefan Kraft   |
| 12/01/2013                                                                                   | Zakopane                        | HS134                           |                                 | Anders Jacobsen                                                             | Anders Bardal                                                                      | Kamil Stoch                                                                 |
| 19/01/2013                                                                                   | Sapporo                         | HS134                           | Avond                           | Jan Matura                                                                  | Tom Hilde                                                                          | Robert Kranjec                                                              |
| 20/01/2013                                                                                   | Sapporo                         | HS134                           |                                 | Jan Matura                                                                  | Robert Kranjec                                                                     | Andreas Wank                                                                |
| 26/01/2013                                                                                   | Vikersund                       | HS225                           | Avond                           | Gregor Schlierenzauer                                                       | Simon Ammann                                                                       | Robert Kranjec                                                              |
| 27/01/2013                                                                                   | Vikersund                       | HS225                           |                                 | Robert Kranjec                                                              | Michael Neumayer                                                                   | Gregor Schlierenzauer                                                       |
| 03/02/2013                                                                                   | Harrachov                       | HS134                           | [ 1 ]                           | Gregor Schlierenzauer                                                       | Robert Kranjec                                                                     | Jan Matura                                                                  |
| 03/02/2013                                                                                   | Harrachov                       | HS134                           | Avond                           | Gregor Schlierenzauer                                                       | Jan Matura                                                                         | Jurij Tepeš                                                                 |
| FIS Team Tour 2013                                                                           |                                 |                                 |                                 |                                                                             |                                                                                    |                                                                             |
| 09/02/2013                                                                                   | Willingen                       | HS145                           | Team                            | Slovenië Jurij Tepeš Jaka Hvala Peter Prevc Robert Kranjec                  | Noorwegen Rune Velta Tom Hilde Anders Bardal Anders Jacobsen                       | Duitsland Michael Neumayer Richard Freitag Andreas Wellinger Severin Freund |
| 10/02/2013                                                                                   | Willingen                       | HS145                           |                                 | Afgelast                                                                    | Afgelast                                                                           | Afgelast                                                                    |
| 13/02/2013                                                                                   | Klingenthal                     | HS140                           |                                 | Jaka Hvala                                                                  | Taku Takeuchi                                                                      | Gregor Schlierenzauer                                                       |
| 16/02/2013                                                                                   | Oberstdorf                      | HS213                           | Skivliegen                      | Richard Freitag                                                             | Andreas Stjernen                                                                   | Gregor Schlierenzauer                                                       |
| 17/02/2013                                                                                   | Oberstdorf                      | HS213                           | Skivliegen Team                 | Noorwegen Anders Jacobsen Tom Hilde Anders Bardal Andreas Stjernen          | Oostenrijk Stefan Kraft Wolfgang Loitzl Martin Koch Gregor Schlierenzauer          | Slovenië Jurij Tepeš Robert Kranjec Jaka Hvala Peter Prevc                  |
| Eindstand FIS Team Tour:                                                                     | Eindstand FIS Team Tour:        | Eindstand FIS Team Tour:        | Eindstand FIS Team Tour:        | Noorwegen                                                                   | Slovenië                                                                           | Oostenrijk                                                                  |
| 20 februari tot en met 3 maart - Wereldkampioenschappen schansspringen 2013 in Val di Fiemme |                                 |                                 |                                 |                                                                             |                                                                                    |                                                                             |
| 09/03/2013                                                                                   | Lahti                           | HS130                           | Team                            | Duitsland Andreas Wank Michael Neumayer Severin Freund Richard Freitag      | Noorwegen Rune Velta Andreas Stjernen Anders Jacobsen Anders Bardal                | Polen Maciej Kot Piotr Żyła Krzysztof Miętus Kamil Stoch                    |
| 10/03/2013                                                                                   | Lahti                           | HS130                           |                                 | Richard Freitag                                                             | Anders Bardal                                                                      | Anders Jacobsen                                                             |
| 12/03/2013                                                                                   | Kuopio                          | HS127                           |                                 | Kamil Stoch                                                                 | Daiki Ito                                                                          | Severin Freund                                                              |
| 15/03/2013                                                                                   | Trondheim                       | HS140                           |                                 | Kamil Stoch                                                                 | Richard Freitag                                                                    | Daiki Ito                                                                   |
| 17/03/2013                                                                                   | Oslo                            | HS134                           |                                 | Gregor Schlierenzauer Piotr Żyła                                            | niet uitgereikt                                                                    | Robert Kranjec                                                              |
| 22/03/2013                                                                                   | Planica                         | HS215                           | Skivliegen                      | Gregor Schlierenzauer                                                       | Peter Prevc                                                                        | Piotr Żyła                                                                  |
| 23/03/2013                                                                                   | Planica                         | HS215                           | Skivliegen Team                 | Slovenië Jurij Tepeš Peter Prevc Andraž Pograjc Robert Kranjec              | Noorwegen Rune Velta Kim Rene Elverum Sorsell Anders Bardal Andreas Stjernen       | Oostenrijk Wolfgang Loitzl Stefan Kraft Martin Koch Gregor Schlierenzauer   |
| 24/03/2013                                                                                   | Planica                         | HS215                           | Skivliegen                      | Jurij Tepeš                                                                 | Rune Velta                                                                         | Peter Prevc                                                                 |

### Eindklassementen
| Algemeen | Algemeen              | Algemeen | Algemeen |
| #        | Naam                  | Land     | Punten   |
| -------- | --------------------- | -------- | -------- |
| 1        | Gregor Schlierenzauer | AUT      | 1620     |
| 2        | Anders Bardal         | NOR      | 999      |
| 3        | Kamil Stoch           | POL      | 953      |
| 4        | Severin Freund        | GER      | 923      |
| 5        | Anders Jacobsen       | NOR      | 878      |
| 6        | Robert Kranjec        | SLO      | 802      |
| 7        | Peter Prevc           | SLO      | 744      |
| 8        | Richard Freitag       | GER      | 736      |
| 9        | Michael Neumayer      | GER      | 678      |
| 10       | Jan Matura            | CZE      | 631      |

| Skivliegen | Skivliegen            | Skivliegen | Skivliegen |
| #          | Naam                  | Land       | Punten     |
| ---------- | --------------------- | ---------- | ---------- |
| 1          | Gregor Schlierenzauer | AUT        | 544        |
| 2          | Robert Kranjec        | SLO        | 407        |
| 3          | Andreas Stjernen      | NOR        | 313        |
| 4          | Jurij Tepeš           | SLO        | 303        |
| 5          | Peter Prevc           | SLO        | 296        |
| 6          | Jan Matura            | CZE        | 235        |
| 7          | Michael Neumayer      | GER        | 218        |
| 8          | Piotr Żyła            | POL        | 200        |
| 9          | Kamil Stoch           | POL        | 198        |
| 10         | Simon Ammann          | SUI        | 194        |

## Vrouwen

### Kalender
| Datum                                                                                        | Plaats       | Schans | Opmerking | Eerste                         | Tweede                     | Derde                      |
| -------------------------------------------------------------------------------------------- | ------------ | ------ | --------- | ------------------------------ | -------------------------- | -------------------------- |
| 24/11/2012                                                                                   | Lillehammer  | HS100  |           | Sara Takanashi                 | Sarah Hendrickson          | Anette Sagen               |
| 08/12/2012                                                                                   | Sotsji       | HS106  |           | Sarah Hendrickson              | Sara Takanashi             | Anette Sagen               |
| 09/12/2012                                                                                   | Sotsji       | HS106  |           | Daniela Iraschko Coline Mattel | niet uitgereikt            | Sara Takanashi             |
| 14/12/2012                                                                                   | Ramsau       | HS98   |           | Sara Takanashi                 | Coline Mattel              | Daniela Iraschko           |
| 04/01/2013                                                                                   | Schonach     | HS106  |           | Sara Takanashi                 | Evelyn Insam               | Daniela Iraschko           |
| 05/01/2013                                                                                   | Schonach     | HS106  |           | Anette Sagen                   | Daniela Iraschko           | Coline Mattel              |
| 12/01/2013                                                                                   | Hinterzarten | HS108  |           | Sarah Hendrickson              | Sara Takanashi             | Coline Mattel              |
| 13/01/2013                                                                                   | Hinterzarten | HS108  |           | Sara Takanashi                 | Sarah Hendrickson          | Jacqueline Seifriedsberger |
| 02/02/2013                                                                                   | Sapporo      | HS100  |           | Coline Mattel                  | Jacqueline Seifriedsberger | Anette Sagen               |
| 03/02/2013                                                                                   | Sapporo      | HS100  |           | Jacqueline Seifriedsberger     | Anette Sagen               | Sarah Hendrickson          |
| 09/02/2013                                                                                   | Yamagata     | HS100  |           | Sara Takanashi                 | Jacqueline Seifriedsberger | Carina Vogt                |
| 10/02/2013                                                                                   | Yamagata     | HS100  |           | Sara Takanashi                 | Jacqueline Seifriedsberger | Sarah Hendrickson          |
| 16/02/2013                                                                                   | Ljubno       | HS95   |           | Sara Takanashi                 | Sarah Hendrickson          | Coline Mattel              |
| 17/02/2013                                                                                   | Ljubno       | HS95   |           | Sara Takanashi                 | Coline Mattel              | Sarah Hendrickson          |
| 20 februari tot en met 3 maart - Wereldkampioenschappen schansspringen 2013 in Val di Fiemme |              |        |           |                                |                            |                            |
| 15/03/2013                                                                                   | Trondheim    | HS105  |           | Sarah Hendrickson              | Sara Takanashi             | Jacqueline Seifriedsberger |
| 17/03/2013                                                                                   | Oslo         | HS134  |           | Sarah Hendrickson              | Sara Takanashi             | Jacqueline Seifriedsberger |

### Eindklassement
| #  | Atleet                     | Land | Punten |
| -- | -------------------------- | ---- | ------ |
| 1  | Sara Takanashi             | JPN  | 1297   |
| 2  | Sarah Hendrickson          | USA  | 1047   |
| 3  | Coline Mattel              | FRA  | 823    |
| 4  | Jacqueline Seifriedsberger | AUT  | 817    |
| 5  | Anette Sagen               | NOR  | 612    |
| 6  | Katja Pozun                | SLO  | 499    |
| 7  | Carina Vogt                | GER  | 481    |
| 8  | Lindsey Van                | USA  | 432    |
| 9  | Jessica Jerome             | USA  | 422    |
| 10 | Daniela Iraschko           | AUT  | 390    |

## Gemengd

### Kalender
| Datum      | Plaats      | Schans | Opmerking    | Eerste                                                      | Tweede                                                  | Derde                                                                    |
| ---------- | ----------- | ------ | ------------ | ----------------------------------------------------------- | ------------------------------------------------------- | ------------------------------------------------------------------------ |
| 24/11/2012 | Lillehammer | HS100  | Gemengd team | Noorwegen Maren Lundby Tom Hilde Anette Sagen Anders Bardal | Japan Yuki Ito Yuta Watase Sara Takanashi Taku Takeuchi | Italië Elena Runggaldier Andrea Morassi Evelyn Insam Sebastian Colloredo |